# House contra Dios
House vs Dios (en inglés: House vs. God) es el decimonoveno episodio de la segunda temporada de la serie estadounidense House M. D., protagonizada por Hugh Laurie. Fue estrenado el 25 de abril de 2006 en Estados Unidos y el 21 de noviembre del mismo año en España.

## Sinopsis
Boyd, un carismático chico de 15 años que dice ser enviado por Dios para sanar, colapsa y convulsiona durante una de sus prédicas. Es llevado luego al hospital, en el que trabajan el doctor Gregory House y su equipo. 
Cuando House llega a trabajar, Wilson le reclama porque él no lo invitó a su juego semanal de póquer. Mientras tanto, Cameron y Foreman le practican análisis y exámenes de rutina a Boyd, quien asegura estar hablando con Dios acerca de las peleas entre ambos, lo cual los deja desconcertados, como de costumbre; ante los asuntos divinos, House se muestra escéptico. Los análisis arrojan resultados que indican bajos niveles de sodio y orina diluida. Cuando House habla con el paciente se da cuenta de que este ha estado bebiendo agua de una botella que ha estado abierta por mucho tiempo y que ha sido rellenada varias veces por hora. 
House se encuentra con Wilson y le habla acerca de Boyd mientras su colega está con Grace, una paciente con cáncer. De pronto, Boyd se despierta y camina por los pasillos cantando. Ve a Grace y pone sus manos sobre ella, en lo que parece un acto de sanación. La toca y le dice que confíe en Dios. Wilson, enfurecido, le dice que no la toque, y deciden llevarlo a su habitación. Los demás lo siguen diagnosticando y creen conveniente hacerle una resonancia magnética a Boyd.  
Sospechan que puede tener tuberoesclerosis  múltiple por una anomalía que se muestra en la resonancia. Foreman le dice que lo tienen que medicar y el chico dice que no quiere nada de medicinas porque Dios quiere que esté enfermo. House habla con Wilson para que él le diga que tome las medicinas y este logra convencerlo. Esa misma noche, Wilson va a la casa de House para decirle que, inexplicablemente, el chico logró reducir el tamaño del tumor de Grace, a lo que House responde que no le diga nada al chico. 
Al día siguiente, House habla con su equipo y recomienda tener separado a Boyd de Grace. El chico, al ver que la paciente está curada, no quiere el tratamiento. Foreman y Chase revisan la casa de la chica. Mientras tanto, House y Wilson juegan una partida de póker.  
House se da cuenta de que Boyd tiene herpes. Le pide al chico que se quite la ropa para ver si tiene una erupción en la piel pero él no quiere. El padre de Boyd le ordena que se quite la ropa.

## Diagnóstico
Herpes (una enfermedad de transmisión sexual).

## Citas
«House, eres... como Dios te hizo» - Dr. Wilson.

«Si hablas con Dios eres religioso, si Dios habla contigo eres psicótico» - Dr. House.